# Jurij Tepeš
Jurij Tepeš, född 14 februari 1989 i Ljubljana, är en slovensk backhoppare. Han representerar SD Dolomiti Ljubljana.

## Karriär
Jurij Tepeš debuterade internationellt i kontinentalcupen på hemmaplan i normalbacken i Planica 16 februari 2002, 13 år gammal. Han blev nummer 26 i tävlingen. Tepeš tävlade i fyra junior-VM. Han vann två guldmedaljer (lagtävlingarna i Rovaniemi 2005 och i Planica 2007), två silvermedaljer (individuellt och lag i Kranj 2006) och en bronsmedalj i individuella tävlingen i Rovaniemi 2005.
Tepeš hoppade första gången i världscupen under nyårstävlingen i tysk-österrikiska backhopparveckan i Garmisch-Partenkirchen i Tyskland 1 januari 2006. Han har hittills tävlat fyra säsonger (2012) i världscupen och hade sin bästa säsong 2011/2012 då han blev nummer 24 sammanlagt. I backhopparveckan var han som bäst säsongen 2010/2011 då han blev nummer 26 totalt.
Jurij Tepeš tävlade i Skid-VM 2011 i Oslo i Norge. Han deltog i tävlingarna i stora backen (Holmenkollbakken) och blev nummer 10 i den individuella tävlingen. I lagtävlingen vann han en bronsmedalj tillsammans med lagkamraterna Peter Prevc, Jernej Damjan och Robert Kranjec.
Tepeš startade i skidflygnings-VM 2012 i Vikersundbacken i Norge. Han blev nummer 12 i individualle tävlingen. Landsmannen Robert Kranjec vann. I lagtävlingen vann slovenska laget (Robert Kranjec, Jure Šinkovec, Jurij Tepeš  och Jernej Damjan) en ny bronsmedalj, efter segrande Österrike och silvermedaljörerna från Tyskland.

## Övrigt
Jurij Tepeš är son till tidigare backhopparen och nuvarande FIS-funktionär Miran Tepeš och bror till backhopparen Anja Tepeš.